# Pà Cò
Pà Cò là một xã thuộc huyện Mai Châu, tỉnh Hòa Bình, Việt Nam.
Xã Pà Cò có diện tích 19,24 km², dân số năm 1999 là 1826 người, mật độ dân số đạt 95 người/km².